# Декаэдр

10-гранная кость

В геометрии десятигранник (также декаэдр) — это многогранник с десятью гранями. Существует 32300 топологически различных десятигранников, и ни один из них не является правильным, поэтому это название не определяет конкретный тип многогранника, за исключением количества граней. 
Выпуклый десятигранник - тело, ограниченное десятью плоскостями.  

## Примеры десятигранников
С правильными гранями:
- Восьмиугольная призма
- Квадратная антипризма
- Квадратный купол
- Пятиугольная бипирамида
- Расширенная пятиугольная призма
- Усечённая восьмиугольная пирамида[4]
- Увеличенный трёхслойный икосаэдр
- Восьмиугольный купол

С неправильными гранями:
- Пятиугольный трапецоэдр (часто используется как 10-гранный кубик в настольных играх)
- Девятиугольная пирамида[5]
- Десятка-бубнов-декаэдр - заполняющий пространство многогранник с симметрией D2d.

## Галерея

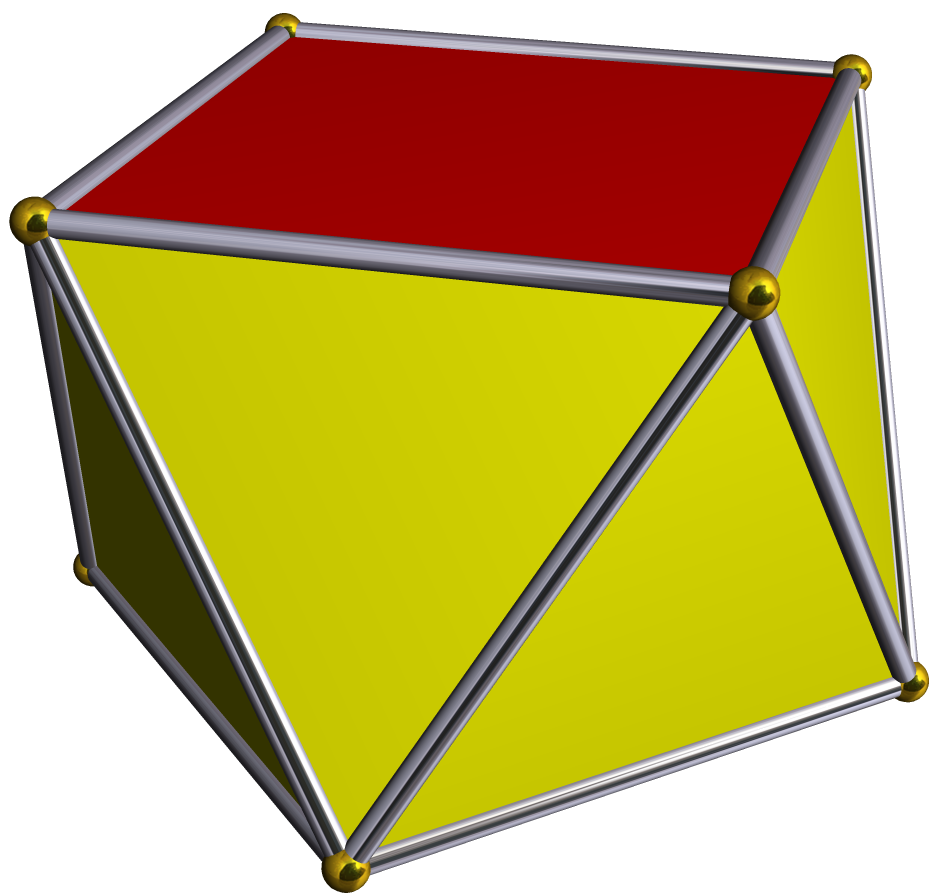
Квадратная антипризма

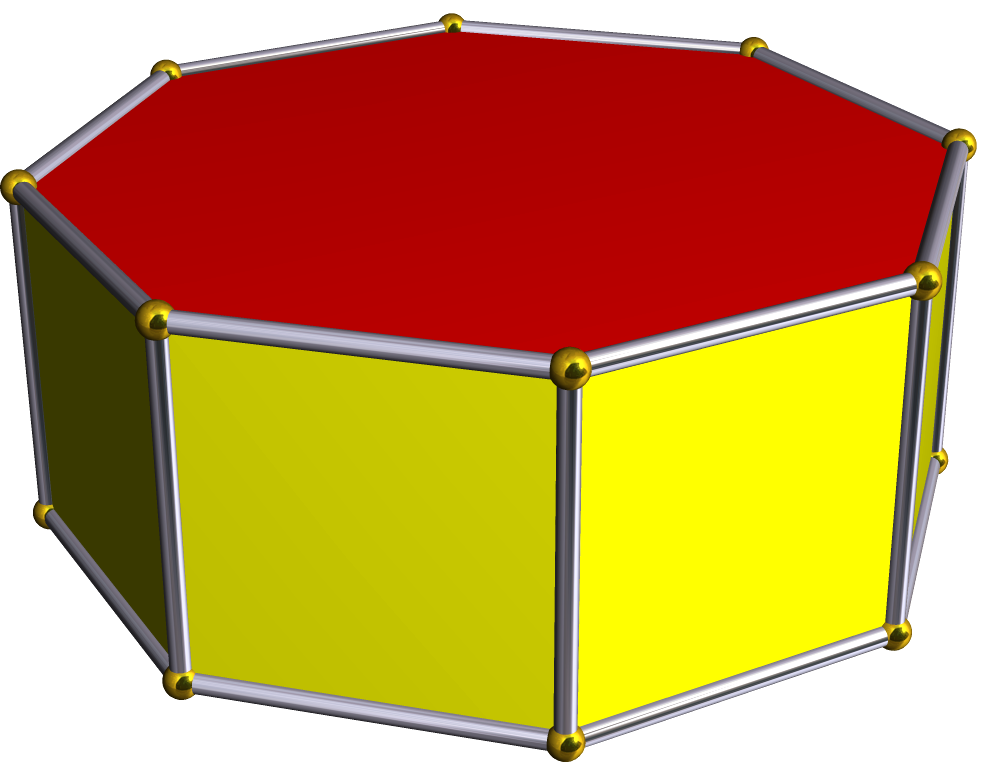
Восьмиугольная призма

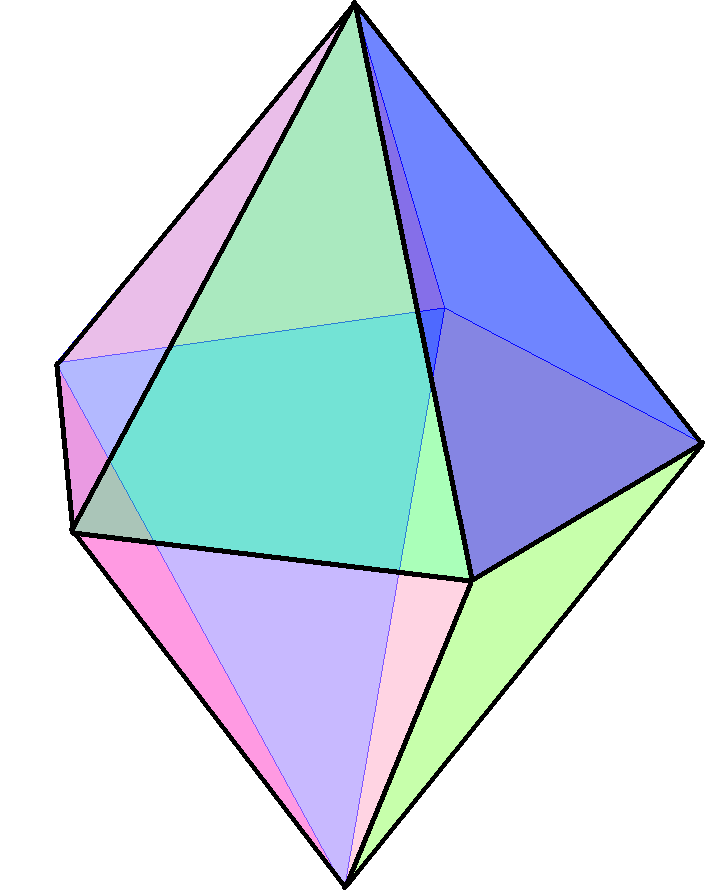
Пятиугольная бипирамида

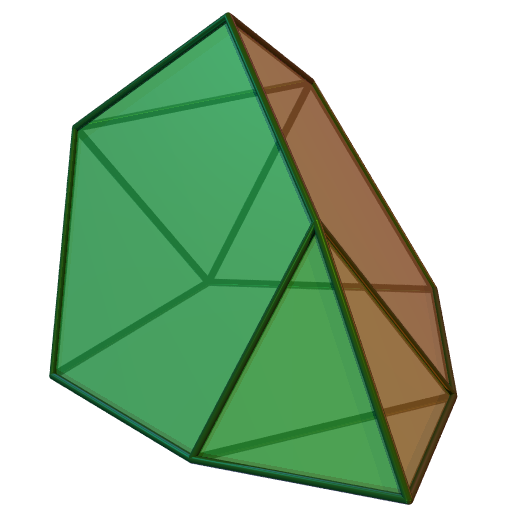
Увеличенный трёхслойный икосаэдр

## Внешние ссылки
Weisstein, Eric W. Decahedron (англ.) на сайте Wolfram MathWorld.